# Lacu Turcului
Lacu Turcului – wieś w Rumunii, w okręgu Prahova, w gminie Balta Doamnei. W 2011 roku liczyła 390 mieszkańców.